# Fuichin-san
Fuichin-san (フイチンさん) est une série manga humoristique et est l'œuvre la plus célèbre de Toshiko Ueda. Publiée entre 1957 et 1962 dans le magazine pour filles Shōjo Club, la série met en scène les aventures de Fuichin, fille d'un serviteur d'une riche famille, et Li Chu, fils de cette famille, dans la Mandchourie de la première moitié du XXe siècle.
L'œuvre remporte le 5e Prix Shōgakukan en 1959, et est adaptée en film d'animation en 2004 par le studio Animaru-ya.

## Description
L'histoire du manga est située dans la ville de Harbin, en Mandchourie, à une date indéterminée lors de l'influence/occupation de l'empire du Japon de la première moitié du XXe siècle. L'héroïne est Fuichin (フイチン), une adolescente chinoise et fille du portier de la résidence des Liu Tai (リュウタイ), la famille la plus riche de la ville. Fuichin porte deux longues tresses de cheveux caractéristiques, elle est un garçon manqué particulièrement indépendante d'esprit, mais aussi gentille et agréable.
Malgré le fait que son père soit pauvre, Fuichin possède une personnalité solaire qui charme la plupart des personnes autour d'elle, notamment le patriarche des Liu Tai, qui demande à la protagoniste de devenir la camarade de jeu pour Li Chu (リイチュウ), le jeune fils de la famille qui a dix ans de moins que Fuichin.
L'œuvre illustre ainsi sur le ton de la comédie, la vie de Fuichin et de Li Chu, entre par exemple la jalousie de la mère de Li Chu, une tentative de mariage arrangé entre Fuichin et Li Chu, ou l'enlèvement de Li Chu.

## Genèse de l'œuvre
Toshiko Ueda a vécu à Harbin en Mandchourie lors de sa prime jeunesse, de 1917 à 1929, puis lorsqu'elle est adulte, de 1943 à 1946. Elle devient mangaka en 1937 ; entre 1937 et 1938 elle publie la série Buta to kūnyan (ブタとクーニャン) dans le quotidien Tokyo nichi nichi shinbun, il s'agit d'un manga yonkoma humoristique ayant pour protagoniste une fille chinoise ; Ueda considère que cette série est le prototype de Fuichin-san,.
Dans les années 1950, le Japon est ruiné par sa défaite lors de la seconde Guerre mondiale et est en pleine reconstruction. À cette époque, Ueda dessine des mangas pour différents magazines shōjo ; à travers ses œuvres elle cherche à encourager les lectrices à devenir des personnes généreuses. Elle décide finalement de créer une histoire basée sur sa vie à Harbin, qui est à ses yeux une époque révolue où les populations chinoises, japonaises et russes cohabitaient en harmonie. La Chine est un contexte inhabituel pour les shōjo mangas de l'époque, plutôt situés en Occident ; l'autrice espère ainsi faire rêver les filles avec ce contexte à la fois exotique mais aussi asiatique,.
L'autrice dessine ainsi le manga à partir de sa propre expérience de jeunesse, faisant de la protagoniste, véritable garçon manqué, son alter ego. Mais plutôt que de faire une héroïne japonaise, elle la fait chinoise ; le prénom Fuichin est celui de la fille du cuisinier de la famille Ueda lorsqu'elle vivait à Harbin, et Ueda le trouve « magnifique »,.
Le manga est publié dans le magazine Shōjo Club à un rythme mensuel entre le numéro de janvier 1957 au numéro de mars 1962.

## Réception
Lors de sa publication dans le Shōjo Club, le manga jouit d'une grande popularité auprès du lectorat, comparable à ce qu'à pu connaître Princesse Saphir d'Osamu Tezuka quelques années plus tôt. Notamment, l'héroïne de Fuichin-san devient le temps de sa publication la mascotte du magazine.
En 1959, le manga est primé en duo avec Bonko-chan, une autre œuvre de l'autrice, du 5e prix Shōgakukan.